# Russas
Russas is een gemeente in de Braziliaanse deelstaat Ceará. De gemeente telt 67.960 inwoners (schatting 2009).
De gemeente grenst aan Beberibe, Palhano, Jaguaruana, Quixeré, Limoeiro do Norte en Morada Nova.